# تام بارکرافت
تام بارکرافت (انگلیسی: Tom Barcroft؛ 1870 – ۲۶ سپتامبر ۱۹۴۶ (۷۵ سال)) بازیکن فوتبال اهل بریتانیا بود.
از باشگاه‌هایی که در آن بازی کرده‌است می‌توان به باشگاه فوتبال بلکپول اشاره کرد.